# Rainier von Ende
Rainier von Ende (* 2. Oktober 1807 in Merzen; † 17. Februar 1871 in Wiesbaden) war ein kurfürstlich hessischer Generalmajor und Kriegsminister.

## Leben
Ende trat 1820 in das Kadettenkorps der Kurhessischen Armee ein. 1826 wurde er Fähnrich, avancierte bis 1845 zum Hauptmann und befand sich seit 1848 im Generalstab. Er wurde zum Generalmajor ernannt und war von 1859 bis 1862 sowie von 1864 bis 1866 kurhessischer Kriegsminister.

## Familie
Rainier von Ende war der Sohn von Friedrich Hartmann von Ende und Maria Elisabeth von Ende. Er heiratete am 15. Dezember 1843 Klara Iken, die Tochter eines Bremer Senators. Aus der Ehe gingen Georg Friedrich Ernst Rainier (1844–1906), Louis Reginald Camillo, Georg Heinrich (Bremen, 1847–Chicago, 1879), Bertha Luise Clarisse und Clemens Georg hervor.

## Weblink
- Ende, Johann Karl Rainier von. Hessische Biografie. (Stand: 12. August 2024). In: Landesgeschichtliches Informationssystem Hessen (LAGIS).

| Personendaten    | Personendaten                                      |
| ---------------- | -------------------------------------------------- |
| NAME             | Ende, Rainier von                                  |
| ALTERNATIVNAMEN  | Ende, Johann Karl Rainier von (vollständiger Name) |
| KURZBESCHREIBUNG | kurhessischer Generalmajor, Kriegsminister         |
| GEBURTSDATUM     | 2. Oktober 1807                                    |
| GEBURTSORT       | Merzen                                             |
| STERBEDATUM      | 17. Februar 1871                                   |
| STERBEORT        | Wiesbaden                                          |